# Boris Boillon
Boris Boillon, né le 9 décembre 1969 à Pontarlier (Doubs), est un diplomate français spécialiste du Moyen-Orient.
Il exerce notamment la fonction d'ambassadeur de France en Tunisie entre le 16 février 2011 et le 24 août 2012. Il est en poste auprès de la délégation française à New York jusqu'au 22 novembre 2016, date de son rappel par le quai d'Orsay en vue d’une mesure de suspension. Un décret présidentiel le radie du Ministère des affaires étrangères en 2019.
Il fait, en 2017, l'objet d'un procès pour « faux et usage de faux », « abus de biens sociaux », « blanchiment de fraude fiscale » et « manquement à l’obligation déclarative de transfert de capitaux ». Il est condamné par le tribunal correctionnel de Paris pour ces deux derniers chefs d'accusation. Le 2 juillet 2021, il est exclu de l'ordre de la Légion d'honneur. 

## Biographie
Arabophone, Boris Francis Nicolas Boillon est né de parents « pieds-rouges », surnom donné aux militants de gauche venus aider l’Algérie après son indépendance : un père professeur d’anglais et une mère professeur de philosophie établis dans les années 1960-1970 à Béjaïa (Kabylie, en Algérie), où il passe son enfance jusqu'à l'âge de dix ans.

### Formation et premiers pas en diplomatie
Après un passage en classe préparatoire HEC, puis en hypokhâgne, Boris Boillon est admis à l’Institut d'études politiques de Paris puis à l’Institut national des langues et civilisations orientales, dont il est tour à tour diplômé. À l'issue d'une mission à Mascate, dans le sultanat d'Oman de 1993 à 1994, il est admis au concours donnant accès à l’emploi de conseiller des Affaires étrangères (cadre Orient) en 1998. Il est nommé rédacteur au service Politique étrangère et Sécurité commune à l’Administration centrale (1999-2001) puis conseiller à l’ambassade de France en Algérie (2001-2004). Il est consul général adjoint à Jérusalem, en tant qu’adjoint du représentant spécial de l’Union européenne pour le processus de paix au Proche-Orient, d'août 2004 à avril 2006. Il est ensuite chargé de mission au ministère de l’Intérieur et de l’Aménagement du territoire (mission aux Affaires internationales et européennes).
En janvier 2007, Boris Boillon devient conseiller diplomatique de Nicolas Sarkozy, alors ministre d’État, ministre de l’Intérieur et de l’Aménagement du territoire, et conserve cette fonction auprès de François Baroin, ministre de l’Intérieur et de l’Aménagement du territoire, jusqu’en avril de la même année. À la suite de la victoire de Nicolas Sarkozy à l'élection présidentielle, Boris Boillon devient conseiller « Afrique du Nord, Proche et Moyen-Orient » à la présidence de la République. 

Avec Claude Guéant, Boris Boillon travaille sur le dossier des infirmières bulgares détenues en Libye. Il organise la visite à Paris en décembre 2007 de Mouammar Kadhafi, à qui il a souvent apporté son soutien. Devenu ambassadeur, il déclare ainsi à la fin 2010 : 

« Kadhafi a été un terroriste, il ne l’est plus, il a fait son autocritique. […] Dans sa vie on fait tous des erreurs et on a tous droit au rachat. »

 Lors de son passage dans le Grand Journal de Canal +, en novembre 2010, il reconnaît que le guide suprême libyen, Mouammar Kadhafi, l'appelle « mon fils ».

### Ambassadeur en Irak (2009-2011)
Boris Boillon est officiellement nommé en conseil des ministres ambassadeur de France en Irak en juillet 2009. L'ambassadeur, qui est entre autres chargé de décrocher des contrats, déclare ainsi au magazine Challenges : 

« La reconstruction en Irak est le marché du siècle : 600 milliards de dollars ! La France doit être aux avant-postes. »

 Favorable à l’intervention américaine en Irak, l'ambassadeur se voit critiqué pour ses propos par le chercheur de l'Institut de relations internationales et stratégiques, Pascal Boniface. L'ambassadeur défend son bilan : 

« Quand je suis arrivé à Bagdad, j’avais trois axes et ces trois axes je les ai mis en œuvre de manière résolue : renforcer la confiance, car désolé pour la fierté française mais tout le monde n’a pas adoré notre position en 2003. Des dirigeants irakiens me disaient : “ce n’est pas grâce aux Français qu’on est là.” Renforcer l'État de droit et la citoyenneté. Et le dernier axe de mon bilan, il est économique. J’ai été réduit à ça, c’est peut-être de ma faute. Je ne suis pas qu’un ambassadeur économique mais en 2010, on a exporté pour 800 millions de dollars, presque trois fois plus qu’en 2008. Et pour moi le mot entreprise n’est pas une insulte. […] Mission accomplie ! Avec une équipe de dix personnes, on a fait aussi bien… que l’ambassade américaine, où ils sont 3 000 ! »

Dans une interview accordée au Figaro en août 2010, Boris Boillon déclarait : « L’Irak est le vrai laboratoire de la démocratie dans le monde arabe. C’est là que se joue l’avenir de la démocratie dans la région. Potentiellement, l’Irak peut devenir un modèle politique pour ses voisins. Et, qu’on le veuille ou non, tout cela a été obtenu grâce à l’intervention américaine de 2003. »
Selon les câbles WikiLeaks, les diplomates américains en poste à Bagdad ont souvent mis en exergue son « ignorance », ses « incohérences » et ses « erreurs historiques » d'appréciation.

### Ambassadeur en Tunisie (2011-2012)
Le 9 février 2011, Boris Boillon est nommé ambassadeur de France en Tunisie en remplacement de Pierre Ménat accusé d'avoir mal apprécié la situation lors de la révolution tunisienne, selon une interview ultérieurement accordée à l'agence Reuters, dans laquelle des diplomates français accuseront la présidence de la République d'avoir « volontairement » tronqué une note de synthèse de Pierre Ménat qui « faisait de la fuite rapide du dictateur une hypothèse crédible ».
Arrivé à Tunis le 16 février, Boris Boillon est chargé, selon le porte-parole du Quai d'Orsay, de « prendre un nouvel élan, en s'appuyant sur une nouvelle ambition partagée » afin de renouer les liens entre le peuple tunisien et la France. Sa nomination ne fait pourtant pas l'unanimité. L'ancien ambassadeur Charles Crettien fait paraître une tribune dans Le Monde pour qualifier ce choix de « choquant », voire « dangereux ». 
Peu après sa prise de fonction, Boris Boillon invite des journalistes tunisiens à l'ambassade. Il refuse de répondre aux questions portant sur la gestion de la crise tunisienne par Michèle Alliot-Marie, les qualifiant de « débiles », ou de « n'importe quoi », puis interrompt brutalement l'entretien,. Une manifestation rassemblant plusieurs centaines de personnes est organisée le 19 février devant l'ambassade pour demander son départ, dénonçant son « manque de diplomatie » et son « agressivité »,,. Le soir même, il présente, à la télévision nationale tunisienne, ses « excuse[s] auprès des journalistes et de tous les Tunisiens ».
Souvent décrit comme un « wonder boy » ambitieux et volontariste, se qualifiant lui-même de « produit Sarko », son style suscite des réactions diverses en France et en Tunisie. La publication de photos de lui en maillot de bain et bodybuildé crée le buzz sur internet, et n'aident pas la crédibilité du diplomate. 
Certaines personnalités économiques et culturelles estiment cependant qu'il a « mouillé la chemise » pour retisser la coopération franco-tunisienne.
En avril 2011, la presse annonce son remplacement, mais il est maintenu en place.

### Reconversion dans le privé
À la suite de l'élection de François Hollande à la présidence de la République, Boris Boillon est remplacé par François Gouyette,, le 24 août 2012. 
En novembre 2012, il se reconvertit dans le secteur privé en créant une société de conseil en affaires (Spartago) domiciliée à Paris, établissement fermé le 28 octobre 2016. Une seconde société, French Group UR, est créée à Paris le 12 avril 2013, mais est dissoute le 14 février 2014.

### Retour dans la fonction publique
En 2016, à sa demande et après accord du Quai d'Orsay, Boris Boillon réintègre le ministère des Affaires étrangères, officiant jusqu'à la fin de l'année auprès de la délégation française aux Nations unies à New York, provoquant une vague d'indignation dans la diplomatie française. Le 22 novembre 2016, le ministère décide « d’interrompre immédiatement sa mission à New York et de procéder à son rappel en vue d’une mesure de suspension ».

### Décoration
Il est nommé chevalier de la Légion d'honneur le 31 décembre 2010 par décret de Nicolas Sarkozy.
Par décret du Président de la République en date du 2 juillet 2021, il est exclu de l’ordre de la Légion d’honneur et privé définitivement du droit de porter les insignes de toute décoration française ou étrangère ressortissant à la grande chancellerie de la Légion d’honneur.

### Affaires judiciaires
Le 31 juillet 2013 à Paris, Boris Boillon est interpellé à la gare du Nord par des douaniers français en possession d'un sac contenant 350 000 euros et 40 000 dollars en liquide. Il s’apprêtait à rejoindre Uccle (commune belge abritant de nombreux exilés fiscaux français, où il a élu domicile) à bord d'un train Thalys. Selon l'article 464 du code des douanes, le transfert dans un autre pays de l'Union européenne de sommes supérieures à 10 000 euros doit être déclaré. « En cas d'infraction, le contrevenant peut être puni d'une amende égale au quart de la somme sur laquelle a porté l'infraction ou la tentative d'infraction »,. Boris Boillon affirme que l'argent saisi provenait de rémunérations en Irak, un "salaire de la peur" mérité, et que son intention avait toujours été de déclarer et de régulariser ces sommes en Belgique où il est fiscalement domicilié. Il affime, bien que haut fonctionnaire, ne pas connaître les lois sur le transport de devises et le blanchiment.
Les déclarations et documents fournis par Boris Boillon n'ont pas convaincu les enquêteurs, qui l'ont renvoyé en novembre 2016 devant le tribunal correctionnel de Paris, où il est convoqué le 23 mars 2017 pour « manquement aux obligations déclaratives de transferts de capitaux, faux et usage de faux, blanchiment de fraude fiscale et abus de bien sociaux ».
Jugé le 22 mai 2017, il est cité à comparaître par le parquet pour « blanchiment de fraude fiscale », « faux et usage de faux », « manquement à l’obligation déclarative de transfert de capitaux » et « abus de biens sociaux ».

#### Soupçons de liens entre l'argent liquide saisi et l'affaire du financement libyen de la campagne de 2007 de Nicolas Sarkozy
Pour le procureur de la République, Boris Boillon a cherché à justifier ces sommes a posteriori, avec des contrats et des attestations dont la sincérité est contestée. Il estime que l'argent représenté par ces « billets neufs, dont les numéros de série se suivent et qui n'ont jamais été mis en circulation » est « forcément proche du pouvoir ou d'une banque centrale ». La défense, qui avait pourtant émis l'hypothèse que la chute de l'ambassadeur avait été programmée pour nuire à Nicolas Sarkozy, n'objecte rien sur ce point. 
D'après des sources proches de l'enquête, la somme serait suspectée d'être liée au possible financement occulte de la campagne Sarkozy de 2007 par Mouammar Kadhafi, via Béchir Saleh (conseiller du dictateur libyen et ami proche de Boris Boillon). En ce qui concerne les espèces versées à Sarkozy ou à des proches, un témoin sous X a confié aux policiers français de l'Office central de lutte contre la corruption et les infractions financières et fiscales que « 20 millions d’euros ont été donnés directement à Boris Boillon et à Claude Guéant et ont été ramenés dans un voyage en avion privé de Syrte au Bourget. Claude Guéant et Boris Boillon étaient dans l’avion. La somme a été remise en billets de 500 et 100 euros, principalement 500. Pour les espèces, c’est le bureau du Guide qui a directement remis l’argent dans des mallettes. […] Ce sont des personnes qui travaillaient sous les ordres de Hamed Ramadan, chef de cabinet du Guide, celui qui gérait l’intendance de toutes les résidences du Guide. » « Boris Boillon venait souvent voir le Guide (Mouammar Kadhafi) et qu’il appelait « papa ». Claude Guéant, lui, il venait de temps en temps pour rappeler que la France était présente et amie en Libye mais il venait aussi pour prendre un peu d’argent de poche. Boillon aussi venait pour son argent de poche. Il faut savoir que chaque fois qu’un visiteur important comme Claude Guéant et surtout comme Boris Boillon venait voir le Guide, celui-ci leur faisait un petit cadeau. Ce petit cadeau était une enveloppe, qui contenait soit des dollars soit des euros. C’était des sommes de l’ordre de 40 000 à 70 000 euros. ».

#### 7 juillet 2017: condamnation
Le 7 juillet 2017, il est condamné par le tribunal correctionnel de Paris pour « blanchiment de fraude fiscale » et pour « manquement à l’obligation déclarative de transfert de capitaux ». Il écope d’un an de prison avec sursis et d’une interdiction d’exercer une fonction publique et de gérer une entreprise pendant cinq ans. Le tribunal a également ordonné la confiscation des quelque 400 000 euros saisis, le versement d’une amende douanière de 95 036 euros et le paiement de 30 000 euros à l’État français, en tant que partie civile. Les juges l’ont en revanche relaxé au bénéfice du doute des incriminations de « faux et usage de faux » et « d’abus de bien social » pour lesquelles il était également poursuivi.

### Vie privée
Marié à Anne Boillon, née Laugier, ancienne élève de l'École normale supérieure et agrégée de philosophie, également diplomate. Il a deux enfants.